# 박연폭포
| 조선민주주의인민공화국의 천연기념물 | 조선민주주의인민공화국의 천연기념물 |
| ----------------------------------- | ----------------------------------- |
| 박연폭포                            |                                     |
| 천연기념물 제 388호                 |                                     |
| 소재지                              | 개성특별시 박연리                   |

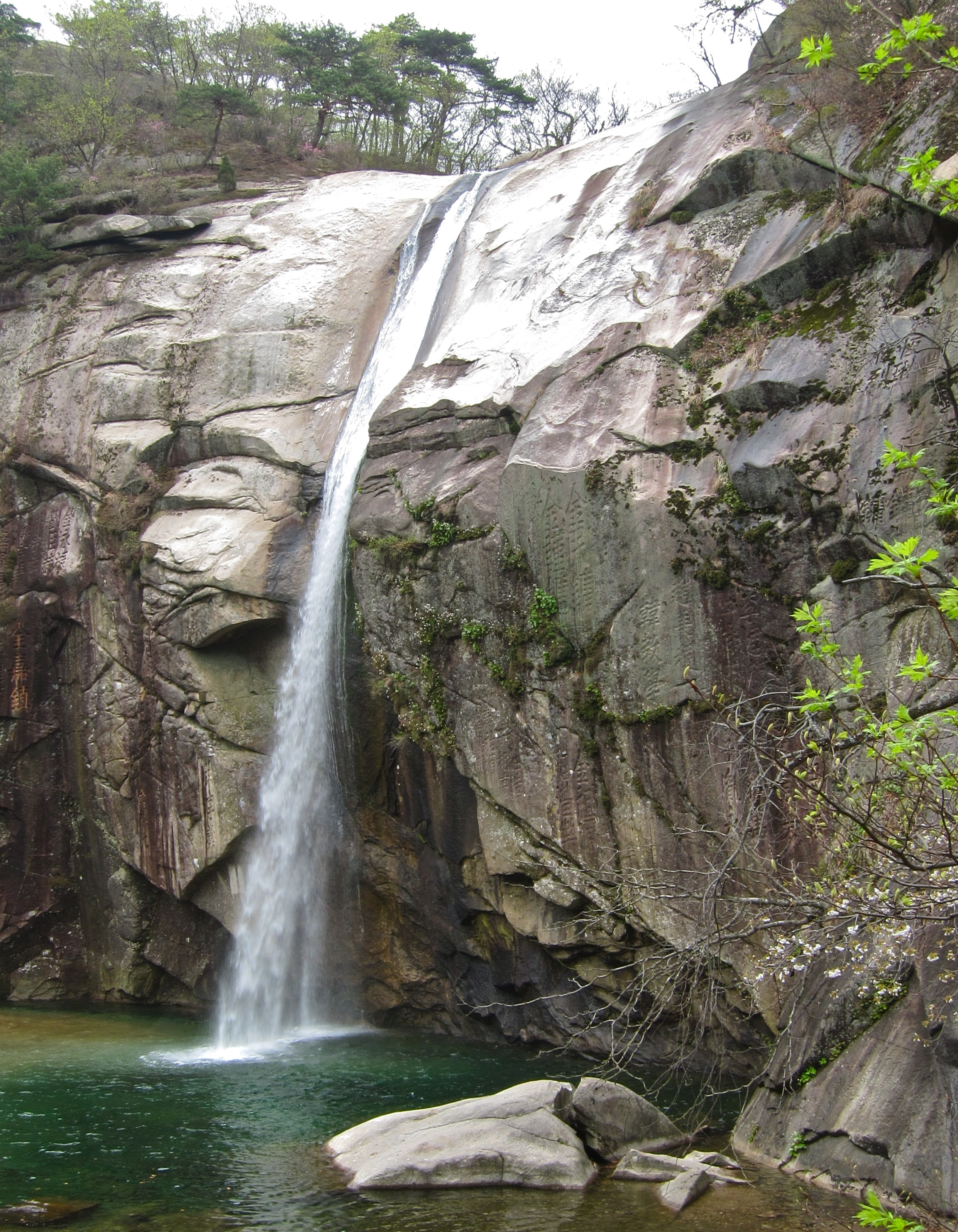

박연폭포(朴淵瀑布)은 조선민주주의인민공화국 개성공업지구북부에서 있는 폭포이다. 황진이(黃眞伊)와 서경덕(徐敬德)과 더불어 송도삼절이라고 불렸다.

## 구성
- 성거산(聖居山)과 천마산(天摩山)간 시작
- 고모담(姑母潭): 24m주변, 8m 직경, 5m 심
- 용암(龍岩)과 서쪽의 범사정(梵士亭)
- 대흥산성(大興山城)과 대흥사(大興寺)

## 전설
전설은 이규보의 《동국이상국집》 등에 전한다.